# Zeugophora flavicollis
Zeugophora flavicollis är en skalbaggsart som först beskrevs av Thomas Marsham 1802.  Zeugophora flavicollis ingår i släktet Zeugophora, och familjen Megalopodidae. Arten är reproducerande i Sverige.